# Yui Ōhashi
Yui Ōhashi (jap. 大橋悠依 Ōhashi Yui; ur. 18 października 1995 w Hikone) – japońska pływaczka specjalizująca się w stylu zmiennym, dwukrotna mistrzyni olimpijska, wicemistrzyni świata i mistrzyni uniwersjady.

## Kariera pływacka
W kwietniu 2017 roku na mistrzostwach Japonii ustanowiła nowy rekord swojego kraju na 400 m stylem zmiennym, uzyskawszy czas 4:31,42.
Trzy miesiące później, podczas mistrzostw świata w Budapeszcie zdobyła srebrny medal w konkurencji 200 m stylem zmiennym i wynikiem 2:07,91 pobiła rekord Japonii. Na dystansie dwukrotnie dłuższym zajęła czwarte miejsce z czasem 4:34,50.
Pod koniec sierpnia na letniej uniwersjadzie w Tajpej zdobyła złoty medal na 200 i 400 metrów stylem zmiennym, bijąc rekordy uniwersjady w obu konkurencjach. Wystartowała również w sztafecie 4 × 200 metrów stylem dowolnym.
W 2021 roku podczas igrzysk olimpijskich w Tokio zwyciężyła na dystansie 400 m stylem zmiennym z czasem 4:32,08. Trzy dni później zdobyła złoty medal w konkurencji 200 m stylem zmiennym, uzyskawszy czas 2:08,52.